# 3Dプリンター銃製造事件
3Dプリンター銃製造事件（スリーディープリンターじゅうせいぞうじけん）とは、2014年に日本で3Dプリンターを用いて拳銃が製作された事件。

## 事件
2014年5月8日、3Dプリンターで拳銃を製作し所持していた大学職員の男が銃刀法違反で逮捕された。2014年4月12日に神奈川県警が男の自宅を家宅捜索した際、3Dプリンターを使用して製作した拳銃が5丁押収され、このうち2丁は殺傷能力があるものと鑑定された。3Dプリンターで製作した銃に銃刀法違反が適用されたのはこの事件が初めてである。
この事件を受けて2014年5月9日、茂木敏充経済産業大臣は「銃砲の製造は、既に武器等製造法の規制の対象となっており、現時点において、追加的な規制をすることは考えていないが、不当な用途へ転用されることを防止するため、実態なども見極めつつ、関係省庁とも連携の上、検討してまいりたい」と既に規制対象であることを明言した。国家公安委員会委員長の古屋圭司はこの事件に対して、現行法上では対応できていない問題であり、今後は法制上の問題も含めて対応していく方針としている。警察庁によれば3Dプリンターは法律では購入を規制されておらず、転売も行われていることから、利用者登録などにより所持者を特定するということは困難であるという。
この事件において犯人は3Dプリンタだけで銃を製造したのではなく、7年半の町工場での勤務経験を生かし、小型フライス盤や旋盤、バンドソーなど加工機械も駆使して銃を製作していた可能性が高いと見られる。
この事件で、規制の議論が銃だけでなく3Dプリンターにまで及んだことから、業界各社が集まって「3Dプリンター振興協議会」が設立された。
10月20日、横浜地方裁判所は男に対して懲役2年の実刑判決を言い渡した。翌年の控訴審でも1審の判決が支持された。